# Bugaboo Provincial Park
Der Bugaboo Provincial Park ist ein rund 13.646 Hektar großer Provincial Park im Südwesten der kanadischen Provinz British Columbia ohne ausgebaute Straßenanbindung.

## Anlage
Der Park liegt in den Bugaboos, einer Gebirgskette der Purcell Mountains westlich des Rocky Mountain Trench. Höchster Punkt ist mit einer Höhe vom 3412 m der Howser Spire. Der Berg liegt auf der südwestlichen Parkgrenze. In diesem vergletscherten westlichen Teil des Parks, mit dem „Bugaboo Glacier“, dem „Vowell Glacier“ und dem „Malloy Glacier“, liegen zahlreiche ähnlich hohe Berge. Der niedrigste Punkt im Park liegt bei einer Höhe von etwa 1500 m. Im Park entspringen mehrere kleine Bäche die alle direkt oder indirekt in den Columbia River münden.
Der nördliche Teil des Parks liegt im Columbia-Shuswap Regional District, während der südliche Teil im Regional District of East Kootenay liegt. Die nächstgelegenen größeren Gemeinden sind Golden im Nordosten und Radium Hot Springs im Südosten. Ausgangspunkt für den Zugang zum Park ist eine geschotterte Piste, welche bei Brisco vom Highway 95 abzweigt.
Bei dem Park, der am 13. Juli 1995 eingerichtet wurde, handelt es sich um ein Schutzgebiet der Kategorie II (Nationalpark). Er entstand aus der Zusammenlegung von mehreren 1969 gegründeten Schutz- und Erholungsgebieten, den „Bugaboo Glacier Provincial Park“ und dem „Bugaboo Alpine Recreation Area“.
Wie bei allen Provinzparks in British Columbia gilt auch für diesen, dass er lange bevor die Gegend von europäischen Einwanderern besiedelt oder sie Teil eines Parks wurde Jagd- und Siedlungsgebiet verschiedener Stämme der First Nations, hier der Ktunaxa und der Secwepemc, war. Archäologische Funde wurde bisher jedoch nicht dokumentiert.

## Flora und Fauna
Auf Grund seiner Höhenlage zwischen 1500 m und 3400 m liegt der größte Teil des Parks in einer subalpinen Vegetationsstufe. In British Columbia wird das Ökosystem mit dem Biogeoclimatic Ecological Classification (BEC) Zoning System in verschiedene biogeoklimatischen Zonen eingeteilt. Biogeoklimatische Zonen zeichnen sich durch ein grundsätzlich identisches oder sehr ähnliches Klima sowie gleiche oder sehr ähnliche biologische und geologische Voraussetzungen aus. Daraus resultiert in den jeweiligen Zonen dann auch ein sehr ähnlicher Bestand an Pflanzen und Tieren. Innerhalb des Ökosystems von British Columbia wird das Parkgebiet im Wesentlichen der Englemann Spruce-Subalpine Fir Zone (ESSFwm) zugeordnet.

## Tourismus
Innerhalb des Parks betreibt nicht nur die Parkverwaltung, sondern auch der Alpine Club of Canada für Bergwanderer und Bergsteiger eine Schutzhütte. Die Hütte des ACC ist nach dem Bergsteiger und Bergführer Konrad Kain benannt ist. Kain war hier im Park und in den umgebenden Bergen an zahlreichen Erstbesteigungen beteiligt. Außerdem ist in ausgewählten Bereichen des Parks, wie beispielsweise auch im Mount Assiniboine Provincial Park oder im Kokanee Glacier Provincial Park, Heliskiing erlaubt.